# Dircenna marica
Dircenna marica är en fjärilsart som beskrevs av Felder 1865. Dircenna marica ingår i släktet Dircenna och familjen praktfjärilar. Inga underarter finns listade i Catalogue of Life.